# Кондоминиум
О совместном управлении одной и той же территорией несколькими государствами см. Кондоминиум (международное право)

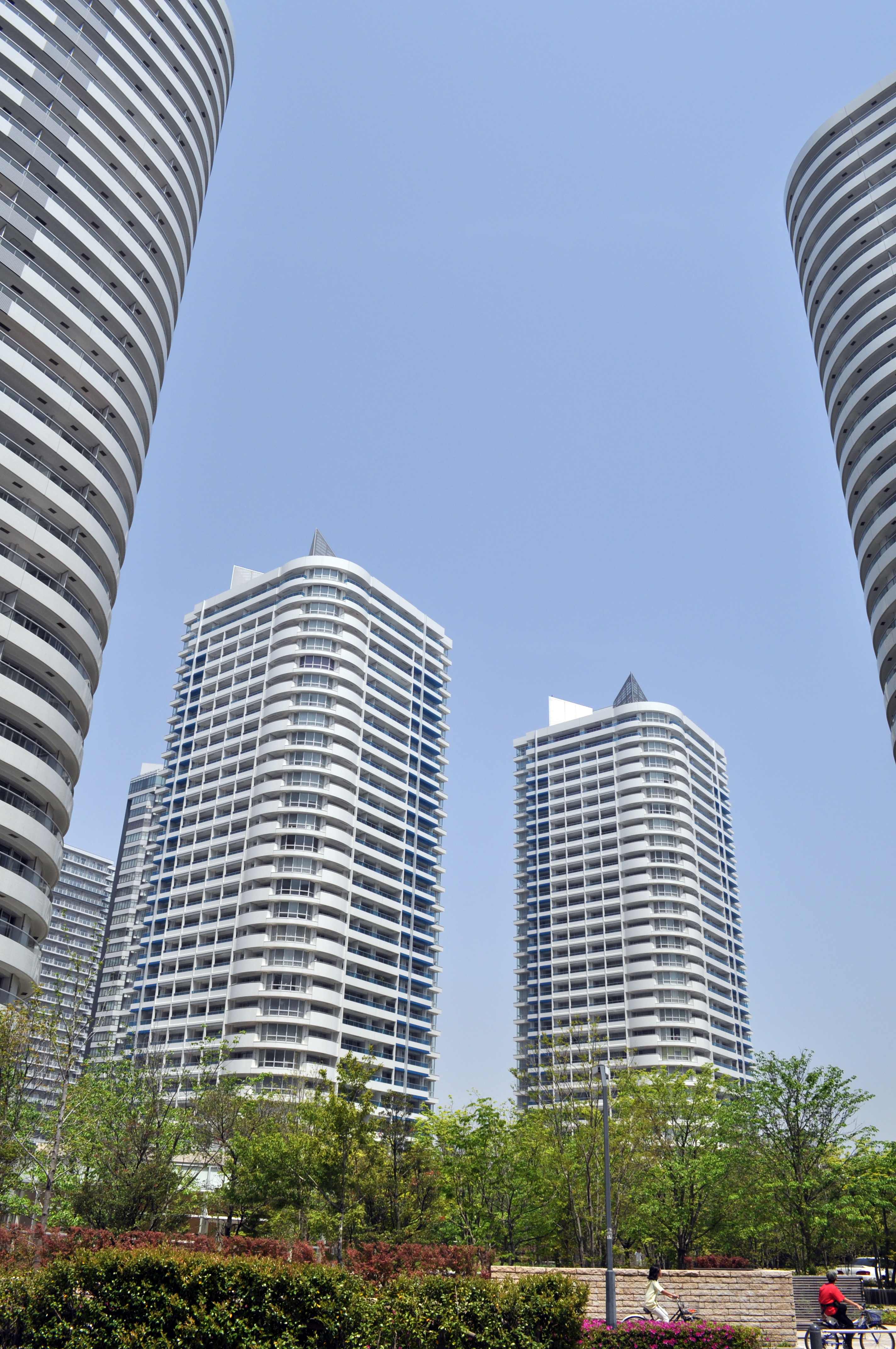
Кондоминиумы в Японии

Кондоми́ниум (лат. con «вместе» + dominium «владение») — совместное владение, обладание единым объектом, чаще всего домом, но также и другим недвижимым имуществом. Понятие «кондоминиум» получило большое распространение в ряде государств.

## Различные формы объединений собственников недвижимости

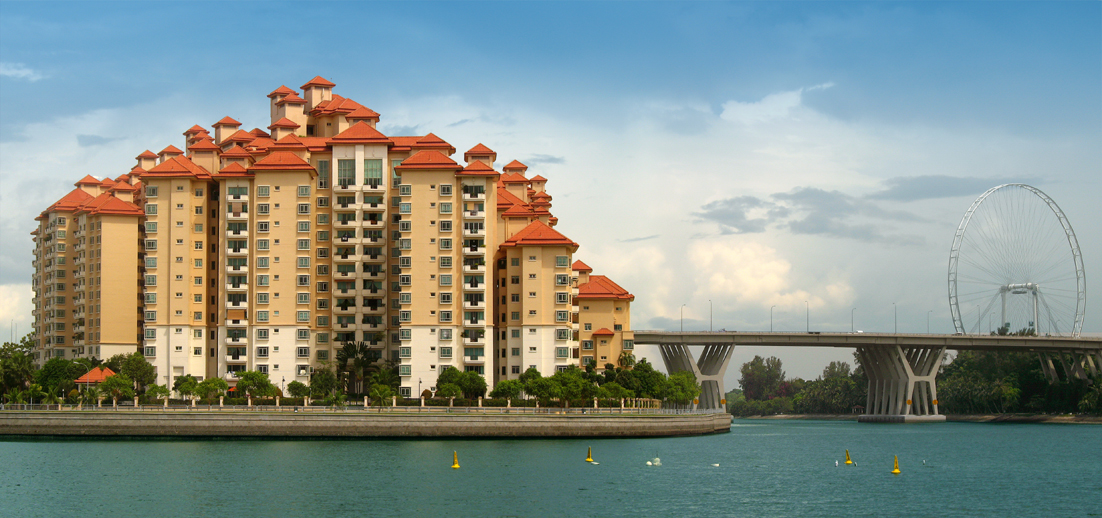
Кондоминиумы в Сингапуре

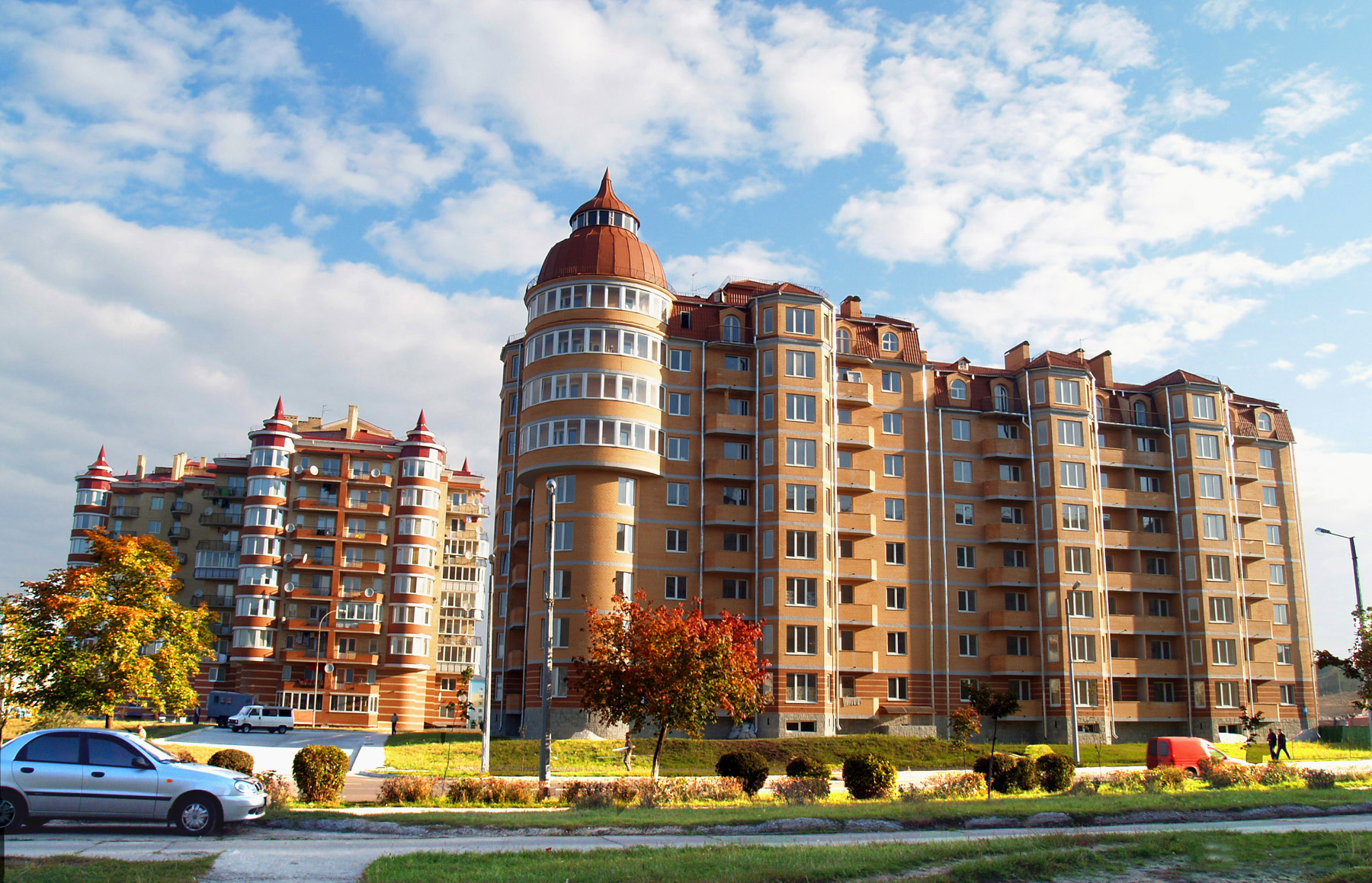
ОСМД на Украине

Различные формы кондоминиумов являются объединениями собственников жилья — некоммерческими потребительскими организациями, объединяющими собственников объектов недвижимого имущества или членов, которые создаются с целью управления, эксплуатации, технического и санитарного содержания многоквартирного дома.
Жилищная кооперация имеет различные исторические и юридические формы:
- временные и постоянные сообщества (Terminating Societies и Permanent societies, building and loan associations) в Великобритании в XIX веке;
- строительные союзы в Германии;
- города-сады в дореволюционной России;
- жилищно-арендные кооперативные товарищества (ЖАКТ) в период НЭПа и после него до 1937 года[2]. В полном смысле не могут считаться кондоминиумами, поскольку управляемая ими недвижимость не была в собственности ЖАКТов, а лишь арендовалась у государства[3];
- жилищные кооперативы (ЖК);
- молодёжные жилые комплексы (МЖК) в СССР в 1970—1990 годы;
- территориальные сообщества жителей (англ. Planning Unit Developments — PUD), кондоминиумы (англ. condominium association), кооперативы (англ. cooperatives) в США и Канаде;
- синдикаты во Франции;
- квартирные акционерные общества в Финляндии;
- объединения совладельцев многоквартирных домов, ОСМД (укр. об'єднання співвласників багатоквартирного будинку, ОСББ) на Украине;
- товарищества собственников жилья (ТСЖ) и жилищно-строительные кооперативы (ЖСК) в России и в Белоруссии;
- кооперативы собственников квартир (КСК) и кондоминиумы (КДМ) в Казахстане.

## Законодательство России
В зарубежной правовой практике термином «кондоминиум» обозначаются специфические правоотношения, возникающие при совместном владении. В частности эти правоотношения устанавливаются между собственниками квартир в многоквартирных домах или между собственниками нескольких, в том числе и односемейных, домов, расположенных на едином земельном участке. В России применение этого термина получило особую практику — им обозначали не правоотношения, а сперва участников этих правоотношений, затем — их объект.
Впервые понятие кондоминиума было введено Федеральным законом «Об основах федеральной жилищной политики» № 4218-1 от 24 декабря 1992 года: «Кондоминиум — товарищество собственников жилых помещений в многоквартирных домах с установлением условий совместного владения и пользования межквартирными лестницами, лифтами, коридорами, крышами, техническими подвалами, внеквартирным инженерным оборудованием, придомовой территорией и другими местами общего пользования». Здесь этим термином обозначается специфический субъект права на недвижимое имущество — товарищество собственников жилья.
Далее ещё одно определение этому понятию появилось в указе Президента РФ «Об утверждении временного положения о кондоминиуме» № 2275 от 23 декабря 1993 года: «Кондоминиум является объединением собственников в едином комплексе недвижимого имущества в жилищной сфере (далее именуются — домовладельцы), в границах которого каждому из них на праве частной или государственной, муниципальной собственности, иной форме собственности принадлежат в жилых домах жилые (квартиры, комнаты) и/или нежилые помещения, включая пристроенные, а также другое недвижимое имущество, непосредственно связанное с жилым домом, являющееся общей собственностью домовладельцев и следующее судьбе права домовладельца на жилое и/или нежилое помещение». И здесь этим термином обозначается субъект права на недвижимое имущество — товарищество собственников жилья.
В указе Президента РФ «О новом этапе реализации государственной целевой программы „Жилище“» № 431 от 29 марта 1996 года о кондоминиуме говорится уже не как о субъекте права, а как об объекте — многоквартирный дом или группа домов.
Современное понятие кондоминиума было введено Федеральным законом № 72-ФЗ от 15 июня 1996 года. Оно означало совокупность земельного участка, помещений (включая жилые, нежилые и помещения общего пользования), ограждающих конструкций и инженерных коммуникаций многоквартирного жилого дома или нескольких односемейных домов. После вступления в силу нового Жилищного кодекса, с 1 марта 2005 года понятие кондоминиума исчезло из российского законодательства (см. Федеральный закон № 188-ФЗ от 29 декабря 2004 года). Ближайшим аналогом кондоминиума сейчас является многоквартирный дом, при этом форм управления этим многоквартирным домом (включая земельный участок под ним) предусмотрено несколько. Из них наиболее близко общему понятию кондоминиума Товарищество собственников жилья (ТСЖ).

### Управление домом
Жилищный кодекс (ст. 161) предусматривает три способа управления многоквартирным домом:
- непосредственное управление собственниками помещений в многоквартирном доме,
- управление Товариществом собственников жилья либо жилищным кооперативом или заключение договоров на управление им,
- управление управляющей компанией.

Способ управления должен выбираться на общем собрании собственников помещений в многоквартирном доме. Согласно Жилищному кодексу РФ, собственники помещений в многоквартирных домах должны были до 1 января 2007 года выбрать способ управления их домами. В конце 2009 года руководитель управления Федеральной антимонопольной службы России по Москве Владимир Ефимов сообщил о фальсификации около 95 процентов общих собраний жильцов по выбору компаний для управления многоквартирными домами: вместо всех собственников договор на управление домом подписывался одним или двумя жильцами.

## Северная Америка

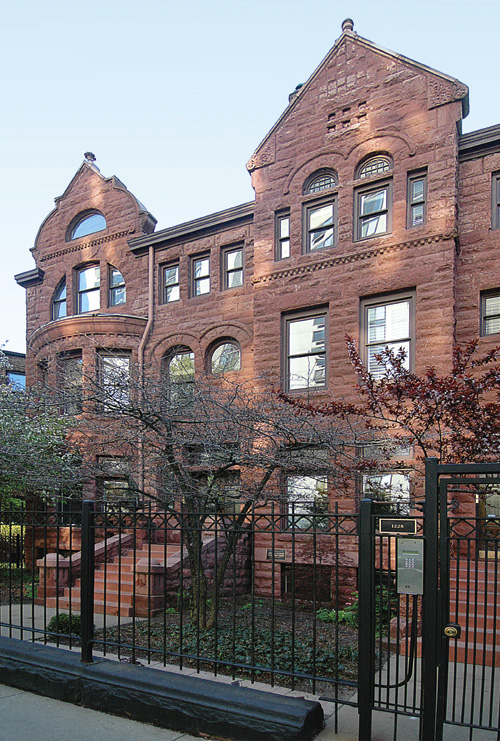
Исторический особняк в Чикаго, переделанный в элитный кондоминиум

В США и Канаде многоэтажные кондоминиумы возводятся в крупных городах для решения проблемы дефицита земельных участков и обеспечения населения жильём. Другой тип кондоминиумов возводится также в курортных зонах юга страны (Мексиканский залив, Флорида) и вдоль океанического побережья (Нью-Йорк, Калифорния). Квартиры в кондоминиумах покупают частные лица в середине и ближе к концу своего карьерного пути как метод инвестирования накопленного частного капитала (сравните похожий метод вложения денег в Москве и других крупных городах РФ и стран СНГ). При этом хозяин обычно приезжает в свою квартиру на 1-2 недели в год на отпуск у моря, а остальное время квартира сдаётся в аренду туристам/студентам и так далее. После выхода на пенсию хозяева обычно сами переезжают в кондоминиум, так как он требует меньших затрат, чем частный дом.
В 2018 году в Майами появился первый в мире кондоминиум для автомобилей — «Auto House».